# Idioma solano
El Solano es una lengua no clasificada y extinta hablada hasta el siglo XVIII en noreste de México y probablemente en las áreas adyacentes del estado de Texas.
El solano se conoce solo por una lista de vocabulario de 21 palabras que aparece publicada al final de un libro bautismo procedente de la misión de San Francisco Solano. Supuestamente esta habría sido la lengua de los indios de esta misión, tal vez los Terocodame. También se conoce como solano a los pueblos que vivían en otras misiones del siglo XVI cercanas a Eagle Pass (Texas).